# پژو اگزالت
پژو اگزالت (به فرانسوی: Peugeot Exalt) یک خودروی مفهومی از شرکت خودروسازی پژو می‌باشد که در سال ۲۰۱۴ برای نخستین‌بار در نمایشگاه بین‌المللی خودروی پکن از آن رونمایی شد. این خودروی مفهومی توسط استودیو طراحی پژو (Peugeot Design Lab) در فرانسه طراحی شده‌است.
پژو اگزالت، طرح اولیه طراحی پژو ۵۰۸ نسل دوم (۲۰۱۸) می‌باشد.

## تاریخچه
در ۱۰ آوریل سال ۲۰۱۴، چند روز قبل از نمایشگاه خودروی پکن و امضای قرارداد همکاری بین پژو و دانگفنگ چین، پژو از کانسپت اگزالت رونمایی نمود.

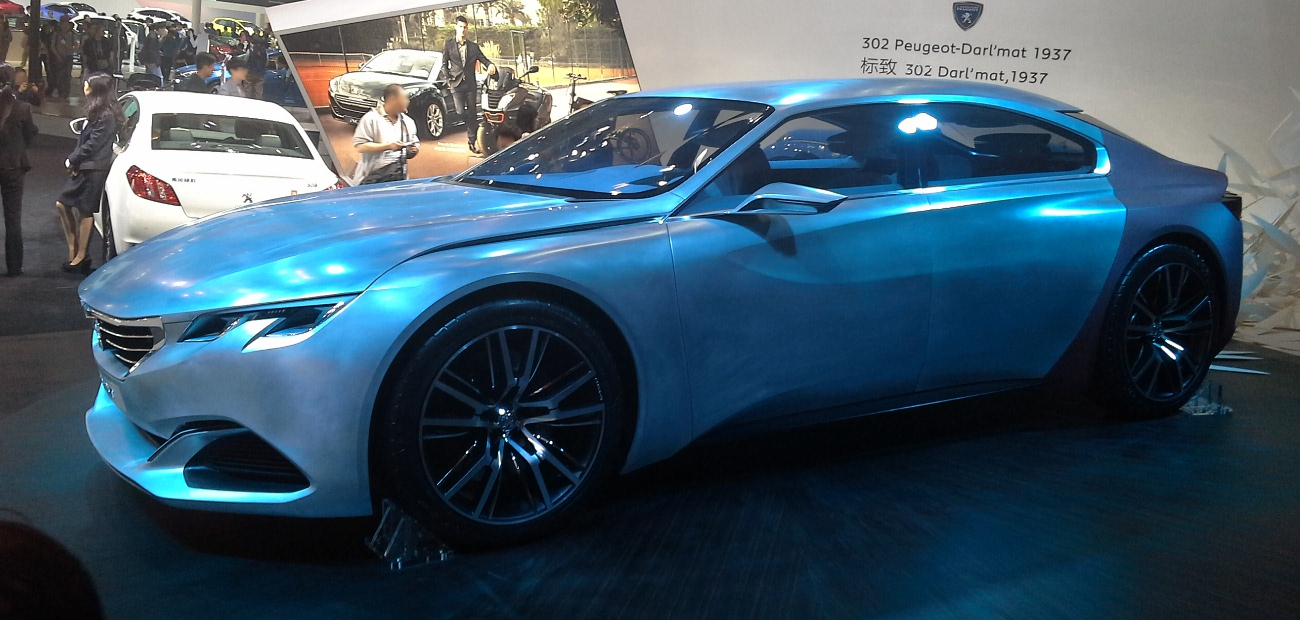
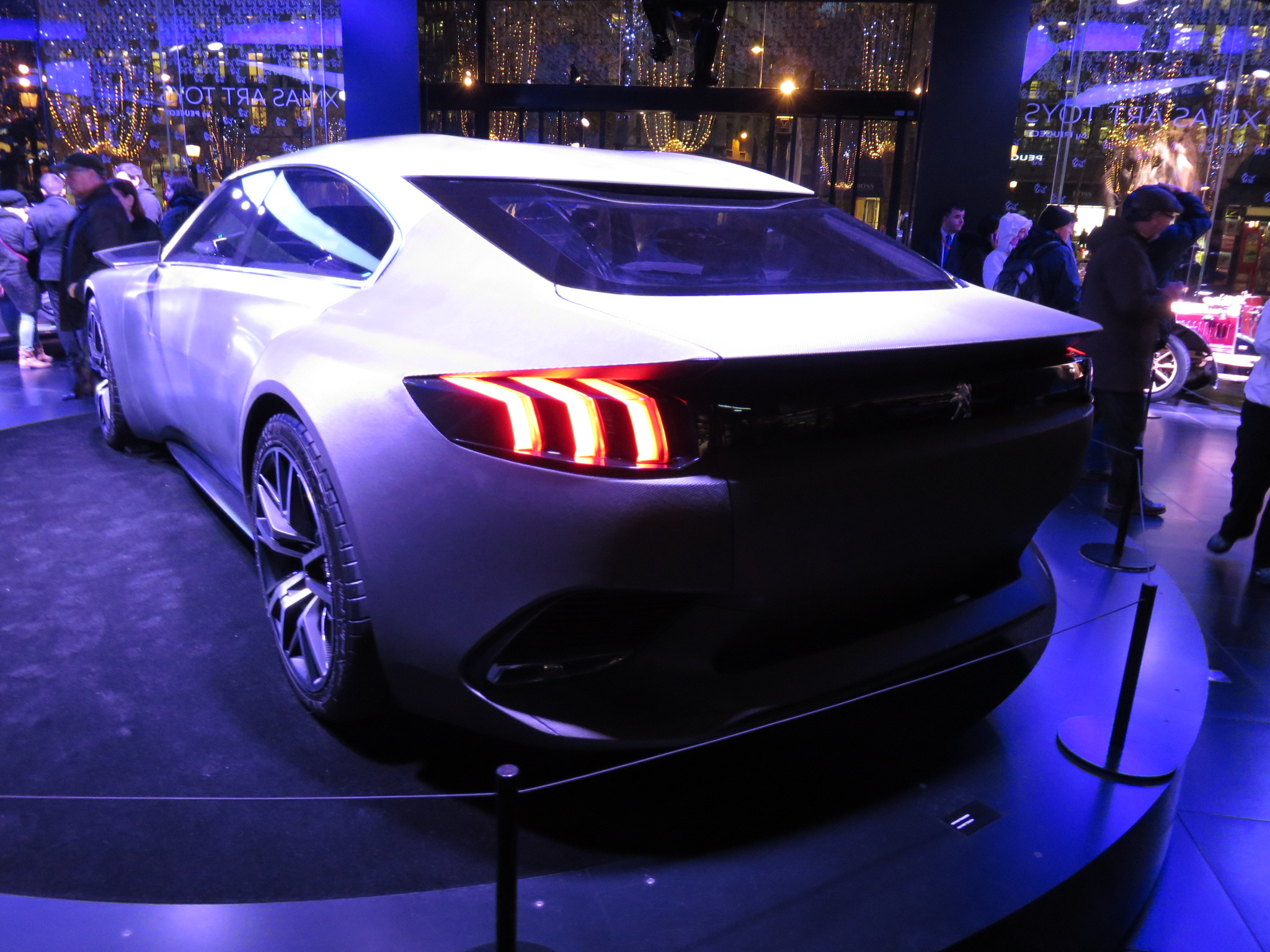
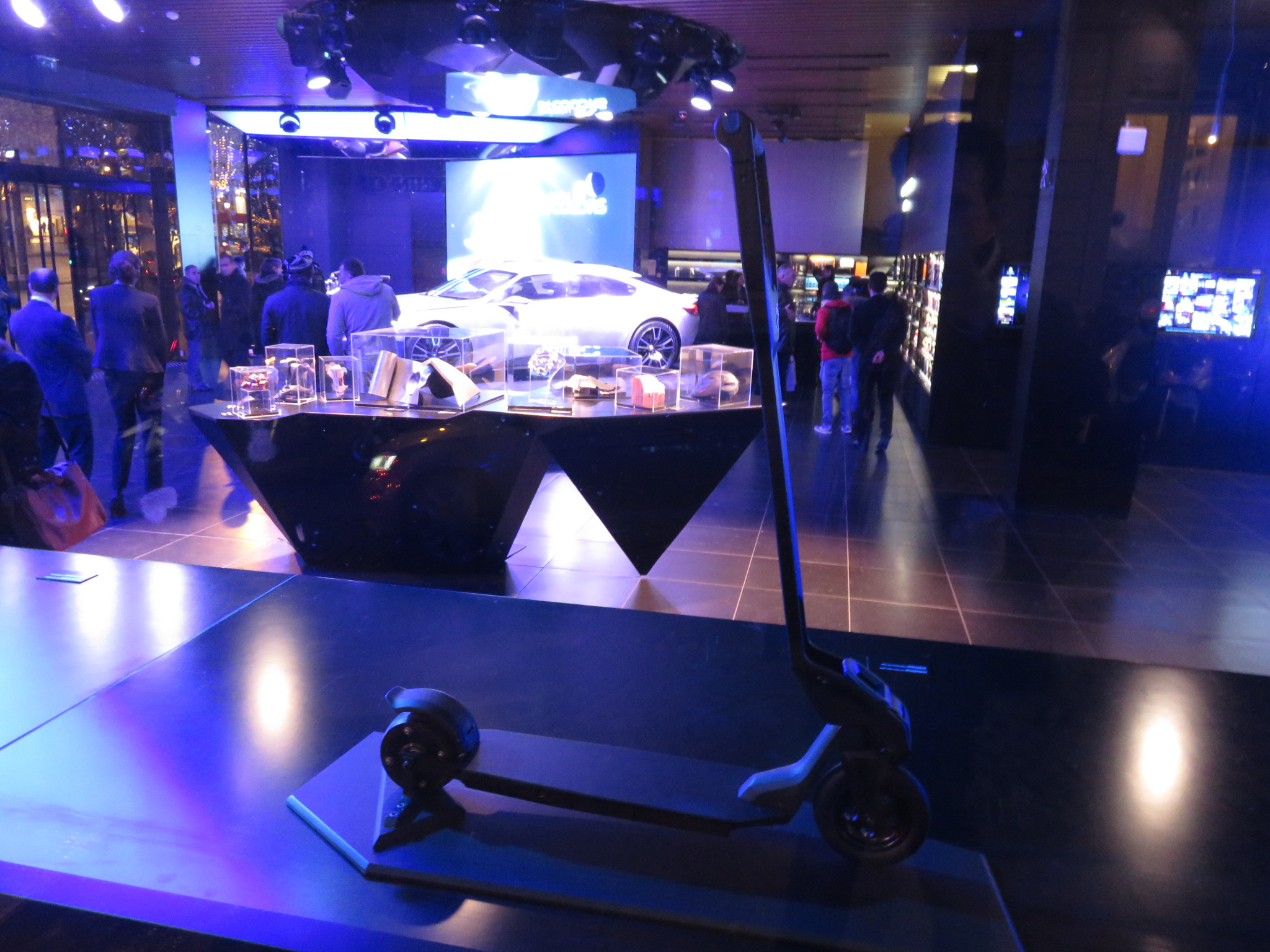
اسکوتر الکتریکی قابل انعطاف (HYbrid-kick)

لوگوی پژو، بر اساس زبان طراحی جدید پژو، همانند پژو ۴۰۸ جدید (که یک خودروی ویژه بازار چین بود) در وسط جلو پنجره خودرو قرار گرفته بود.
این کانسپت، توسط تیم طراحی ژان پیر پلوی (مدیر طراحی گروه پی‌اس‌ای) و ژیل ویدال (مدیر سبک طراحی پژو) توسعه یافت. این خودرو نسبت به کانسپت‌های قبلی یعنی پژو اس‌آر۱، پژو اچ‌ایکس۱ و پژو اونیکس به روز رسانی‌های فراوانی دارد. بدنه این خودرو به سبک جدید سدان-کوپه طراحی شده‌است (که از این حیث، در مقایسه با خودروهایی نظیر مرسدس بنز سی‌ال‌ای، مرسدس بنز سی‌ال‌اس، آئودی ای۷، ب ام و سری ۴، ب‌ام‌و سری ۶، فولکس‌واگن پاسات سی‌سی و … قرار می‌گیرد).

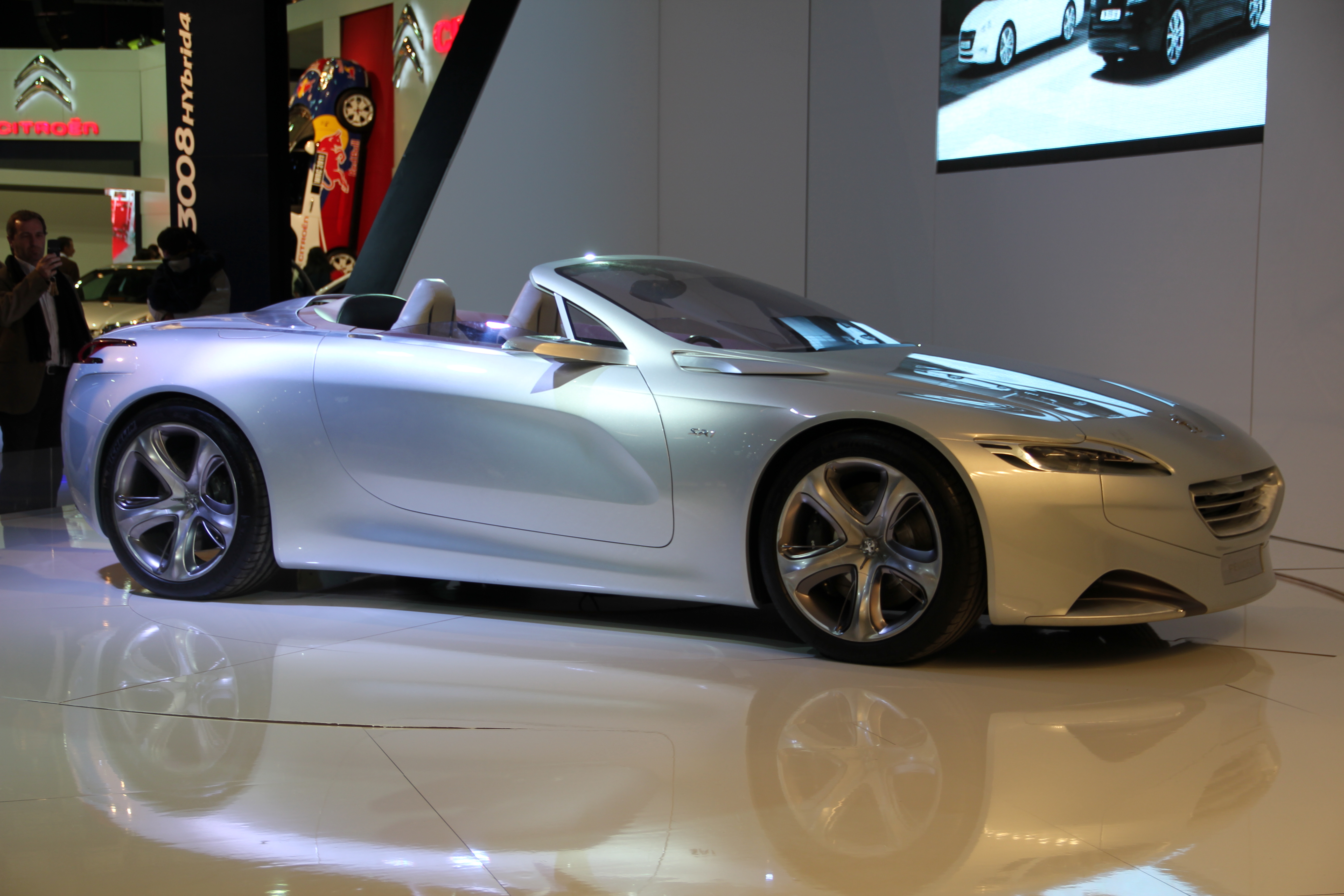
پژو اس‌آر۱ ۲۰۱۰
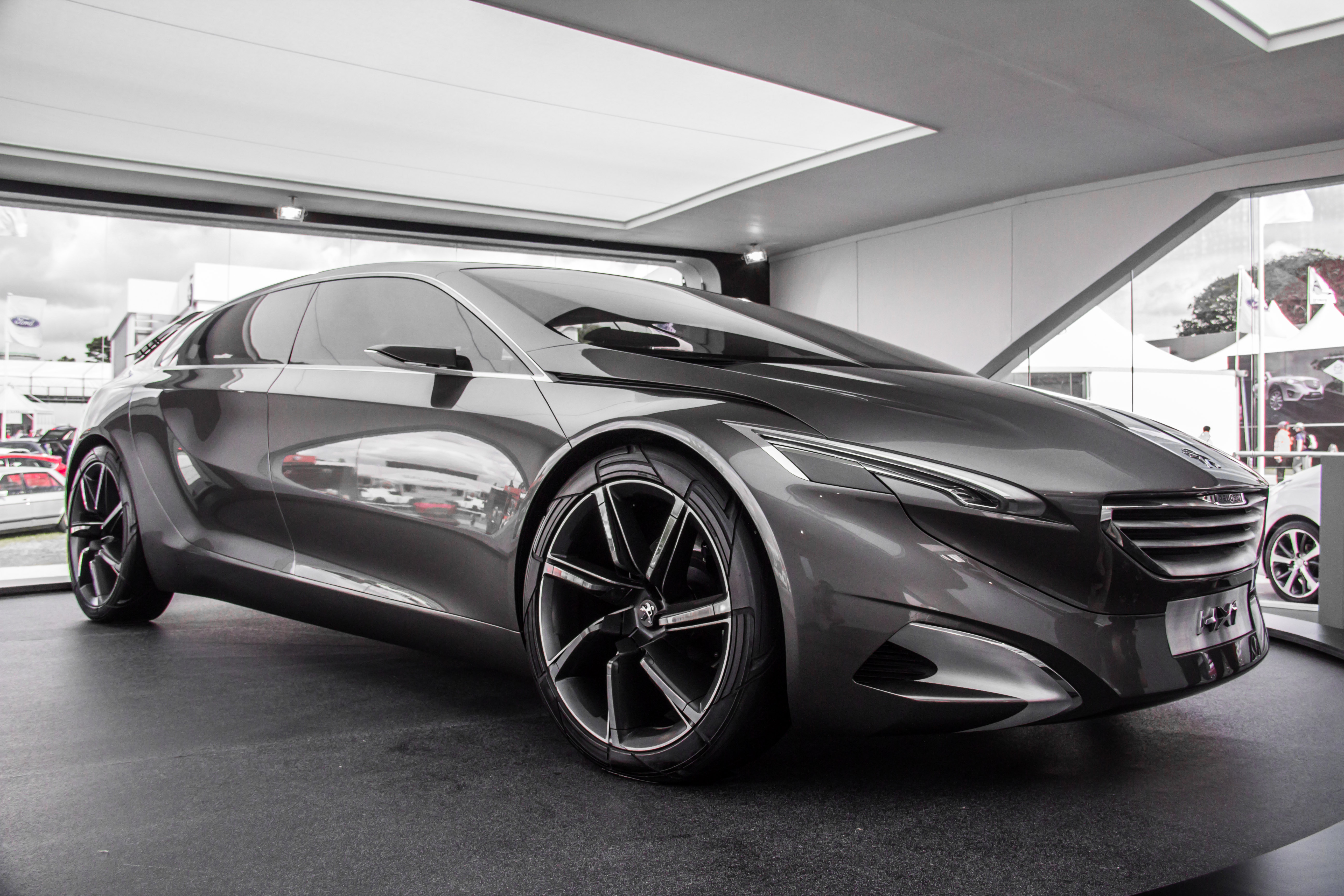
پژو اچ‌ایکس۱ ۲۰۱۱
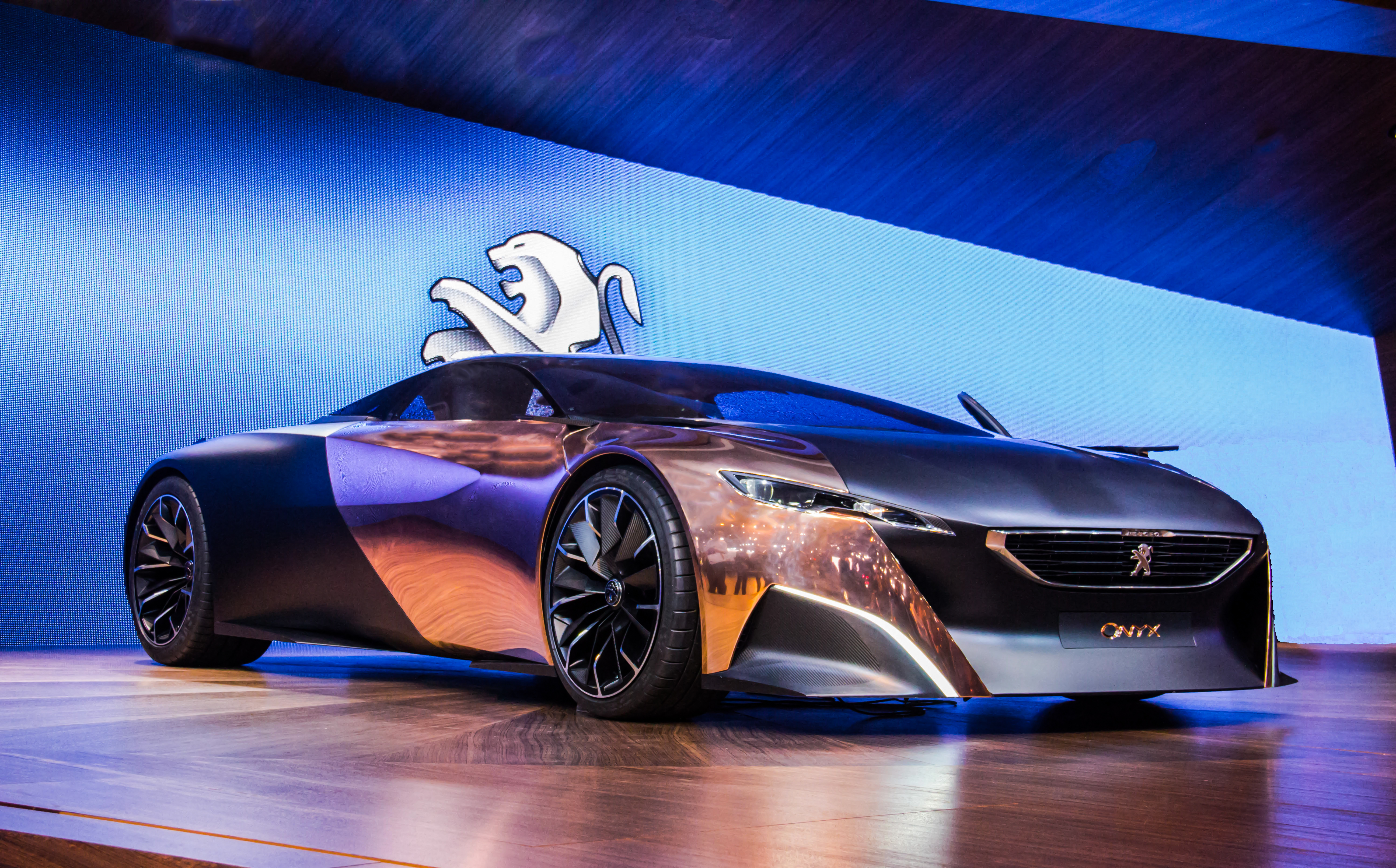
پژو اونیکس ۲۰۱۲

## بدنه
فرم بدنه ترکیبی از فولاد خام در جلو، که توسط هنرمند ورق کار فلز (از مجموعه Carrosserie Lecoq)، به صورت دستی فرم داده شده‌است و پارچه ای پرکارایی به نام «پوست کوسه» در عقب می‌باشد که با الهام از بیومیمتیک پوست کوسه ساخته شده‌است و ضریب درگ آیرودینامیکی ۰٫۶ را مهیا می‌سازد.
در عقب به وسیله بازشوندگی نوآورانه خود، دسترسی آسان را به یک اسکوتر الکتریکی قابل انعطاف (HYbrid-kick) که در زیر بدنه نصب شده‌است را فراهم می‌سازد.

## کابین
در محفظه کابین، آی-کاکپیت پژو (Peugeot i-Cockpit) با موادی اصیل و جسورانه خودرو را شکل داده‌اند. فولاد خام، پارچه‌های بافته شده با پشم طبیعی، چرم‌های قدیمی پتینه‌کاری شده طبیعی و چوب تهیه شده از روزنامه.
داشبورد خودرو از روزنامه‌های باطله، فیبر بازالت به جای فیبر کربن و آبنوس سیاه با الگوی شیر و ساقه و برگ‌های گیاه بامبو ایجاد شده‌است.
کابین خودرو به بلک لایت مجهز شده و همچنین دارای فضای عایق صوتی (Anechoic chamber) می‌باشد و از سیستم‌های صوتی Hi-Fi بهره می‌برد. تهویه مطبوع اتوماتیک این خودرو دارای سیستم تصفیه هوای "Pure Blue" می‌باشد که دارای قابلیت باکتری‌کشی و قارچ‌کشی می‌باشد و از فیلتر اکتیو دارای ترکیبات آلی فرار بهره می‌برد.

## موتور
پژو اگزالت، دارای پیشرانه HYbrid4 بوده و به دو موتور بنزینی و الکتریکی بر روی دو محور جلو و عقب مجهز می‌باشد که در مجموع قدرتی معادل ۳۴۰ اسب بخار تولید می‌کنند. فناوری HYbrid4 در سریعترین زمان ممکن، مناسب‌ترین حالت بهره‌برداری از موتورها را فراهم می‌کند؛ موتور بنزینی، موتور الکتریکی یا هردو موتور به شکل همزمان.
موتور واقع بر روی محور جلو: موتور THP270 با کد EP6CDTR دارای قدرت ۲۷۰ اسب بخار توسعه یافته توسط پژو اسپرت

موتور واقع بر روی محور عقب: موتور الکتریکی دارای قدرت ۵۰ کیلووات (معادل ۷۰ اسب بخار)، قابل شارژ توسط ترمزها

گیربکس ۶ سرعته اتوماتیک

رینگ‌های ۲۰ اینچی آلیاژی